# Терлецький Михайло Іванович
Михайло Іванович Терлецький (1891, хутір Летучівка Путивльського повіту Курської губернії, тепер у складі села Старі Вирки Білопільського району Сумської області — 1960, селище Хутір-Михайлівський, тепер місто Дружба Ямпільського району Сумської області) — український радянський діяч, заслужений лікар Української РСР, хірург. Депутат Верховної Ради УРСР 3—4-го скликань.

## Біографія
Народився у жовтні 1891 року на хуторі Летучівці.
У 1916 році закінчив медичний факультет Харківського університету, здобув спеціальність лікаря.
У лютому 1919 — вересні 1922 р. — на лікарській роботі в Червоній армії. Був учасником громадянської війни в Росії.
Потім займався лікарською практикою. З 1928 року працював у Хутір-Михайлівській лікарні Ямпільського району на Сумщині.
Учасник німецько-радянської війни з 1941 року. Служив провідним хірургом сортувального евакуаційного госпіталю № 1316 Фронтового евакуаційного пункту № 1 3-го Білоруського фронту.
Після демобілізації — головний лікар, хірург Хутір-Михайлівської лікарні Ямпільського району Сумської області.

## Звання
- майор медичної служби

## Нагороди
- орден Червоної Зірки (24.04.1945)
- ордени
- медалі
- заслужений лікар Української РСР (1949)